# 30 secondi d'amore
30 secondi d'amore è un film del 1936 diretto da Mario Bonnard.

## Trama
Guidando la macchina del marito, Grazia investe un pedone fermo sul marciapiede sotto casa sua. Uscito dall'ospedale, l'uomo chiede, tramite i suoi avvocati, un indennizzo di centocinquantamila lire. Ma, dopo aver conosciuto la donna che lo ha investito, propone un compromesso: rinuncia al denaro in cambio di un bacio che deve durare trenta secondi. Inizialmente la signora si rifiuta, però, dopo aver consultato i propri familiari, suo malgrado accetta. Al momento cruciale l'uomo rinuncia galantemente e, dichiarandosi soddisfatto, se ne va. Grazia lo rincorre per scale e lo schiaffeggia. Poi arriva, inaspettato, il bacio. Quando i familiari la raggiungono dice loro che l'uomo è andato via senza baciarla.